# Estación de Algueirão
La Estación Ferroviária de Algueirão, también conocida como Estación de Algueirão-Mem Martins, es una plataforma de la línea de Sintra de la red de convoyes suburbanos de Lisboa, situada en la parroquia de Algueirão del ayuntamiento de Sintra, en Portugal.

## Historia
Esta estación fue inaugurada, junto con el resto de la Línea de Sintra, el 2 de abril de 1887.
En 1934, el entonces denominado Apeadero de Algueirão quedó en 4.º lugar en una iniciativa de ajardinamiento de la Línea de Sintra.